# Adalatherium
Adalatherium là một loài động vật có vú sống tại vùng ngày nay là Madagascar vào kỷ Phấn Trắng. Chi này đặc biệt ở chỗ có kích thước tương đối lớn (cỡ một con mèo) so với các động vật có vú khác cùng thời kỳ. Có thể việc đào hang đã giúp nó tránh bị ăn thịt bởi các loài lớn hơn lúc bấy giờ như khủng long, giúp cho nó phát triển tới kích thước đó.